# Ansa de la Valeta
L'Ansa de la Valeta és una cala del terme comunal de Cotlliure, a la comarca del Rosselló, de la Catalunya del Nord.
És a la costa, a la zona central-oriental del terme de Cotlliure, al sud-est de la vila d'aquest nom.
La seva platja, molt petita, situada encarada al nord-oest, fa uns 50 metres de longitud, amb una amplada màxima d'uns 12 metres.